# I-99
I-99 (Interstate 99) — межштатная автомагистраль в Соединённых Штатах Америки, длиной 85,6 мили (137,8 км). Полностью располагается на территории штата Пенсильвания.

## Маршрут магистрали
Interstate 99 берёт начало на пересечении US 220 с межштатными магистралями I-70 и I-76. Далее пересекает PA 56, PA 869 и PA 164. В Холидейсберге располагается развязка I-99 и US 22. Далее направляется в сторону центра города Алтуна и огибает его с востока. Затем I-99 направляется к Беллвуду, однако не доходит до города и поворачивает на северо-запад. Далее Interstate 99 проходит через Тирон, где располагается развязка PA 453. I-99 обходит Стейт-Колледж с севера и направляется в сторону города Плезент-Гэп. I-99 заканчивается на северо-востоке от города Бельфонт.

## Основные развязки
- PA 56, Сиссна
- US 22, Алтуна
- US 322, Стейт-Колледж
- PA 26, Плезент-Гэп